# Penguin Revolution
Penguin Revolution (ペンギン革命 Penguin Kakumei?, La revolución de los pingüinos) es un manga shōjo de Sakura Tsukuba (筑波さくら 'Tsukuba Sakura'?). Fue publicado por primera vez en LaLa de Hakusensha el 5 de abril de 2005 y que reunió 7 volúmenes en total

## Argumento
Siendo su padre un irresponsable hombre que continuamente arruina y mejora su economía (razón por la cual su esposa lo abandonó), Yukari Fujimaru decide que ella será una persona estable y sueña con ser una oficial pública. Desde chica, Yukari ha tenido un don: puede ver el talento de las personas en forma de alas en su espalda. Un día ve unas hermosas alas en una compañera de clases, Ryoko, quien descubre pronto ella es en realidad un chico de nombre Ryo. Siendo un modelo para "Peacock" (Pavo real) Ryo debe mantener su identidad un secreto y ella acepta no decir nada. Cuando el padre de Yukari hace un mal manejo de negocios y huye de las deudas, Ryo le ofrece ser su agente y ambos van a hablar con el jefe de él.
Tras conocerla y ponerle una serie de pruebas (que pasa prácticamente con honores) él la acepta como agente de Ryo con una condición: ante los demás debe de fingir ser hombre. Y es así como Yukari comienza su inesperado y emocionante nuevo empleo...

### Jerarquías dentro de "Peacock"
Dentro de la compañía, hay varios grados para distinguir entre novatos y talentosos veteranos. El grado más alto es el de Pavo real (de los cuales sólo son los 10 mejores), seguido del de Cuervo y por último el de Pingüino. Como explica Ryo, mientras que el Pavo real es un ave majestuosa, los pingüinos ni siquiera pueden volar, por lo que son lo más bajo que puede existir.

## Personajes
- Yukari Fujimaru (alias "Yutaka Fujimaru")

Una muchacha de 16 años con el don de ver el potencial artístico de las personas en forma de alas. Cuando Yukari era apenas una niña descubrió su poder cuando vio a una hermosa artista actuar frente a ella y admiró sus magníficas alas plateadas, que brillaban de 7 colores diferentes. Tras darse cuenta de que era la única persona que podía ver las alas de esta clase de personas, evitó ver televisión o estar al tanto de las personalidades famosas. Cuando su padre la abandona al huir de otro fallido trabajo, Ryo le ofrece trabajo como su agente y ella retoma un poco su don cuando el presidente de "Peacock" le dice que confíe en sus ojos.
Puede ser un tanto distraída, pero es la mejor de su clase y puede manejar sin problema alguno la escuela y su trabajo como agente de Ryo. Tras convertirse en su agente, se muda con él y con Ayaori.
- Ryo Katsuragi (alias "Ryoko Katsuragi")

Con sus 17 años, Ryo es un modelo para compañía "Peacock" con el rango de pingüino. Como parte de su contrato con la compañía, debe de disfrazarse de mujer para probar su talento como actor (aunque en realidad parece ser más bien un hobby de su jefe). Conoce a Yukari cuando choca con ella en la escuela, pero no la trata sino hasta que ella lo salva de un chico que se le confiesa y trata de forzarlo, sin saber es en realidad hombre. Tras saber que el padre de Yukari la ha abandonado, le ofrece trabajo como su agente.
Su ambición es ser el n.º 1 dentro de la compañía y Yukari hace todo lo posible para ayudarlo. Su "jefe" es en realidad su padre y Ayaori es su hermano (adoptivo). Yukari ve en él pequeñas alas (similares a las de un pingüino) aunque en ocasiones ha llegado a ver unas alas aún más grandes que las de Ayaori, dando a entender que Ryo aún no ha alcanzado su máximo potencial.
- Ayaori Mashiba (alias "Ayaori Makoto")

Actualmente el n.º 1 dentro de "Peacock", Ayaori es no sólo un talentoso artista, sino también el chico con mejores notas dentro de su escuela. Fuera de la compañía utiliza unos gruesos lentes y tiene una apariencia desaliñada, por lo que nadie lo reconoce como el famosísimo Ayaori Makoto. Vive junto con Yukari y Ryo en un departamento, pues sus padres murieron siendo él muy pequeño en un accidente automovilístico. Al igual que Yukari, a pesar de sus altas notas puede ser bastante distraído, aunque a diferencia de ella él puede parecer un tanto distante.
- Shougo Fukatsu

Siendo el Pavo Real n.º 8, Fukatsu está dentro de los 10 mejores de la compañía "Peacock". Aparenta ser una persona amable y educada, pero como lo indican las sombras en sus alas, él esconde una personalidad violenta y casi maquiavélica. Es bien sabido que ciertos artistas con quienes ha trabajado han tenido misteriosos accidentes. Esto es porque Fukatsu elimina sistemáticamente a aquellos a los que considera son (o serán) un peligro para su carrera.
- Yuzuru Narazaki

Generalmente actuando en obras históricas, Narazaki ocupa el puesto n.º 10 dentro de los Pavo reales. Narazaki se interesa inicialmente en Yukari (como Yutaka) por sus ágiles movimientos y desea incluirla en su más reciente proyecto. Pero cuando esta lo rechaza por haber ignorado rudamente a Ryo, se interesa más en ella como agente, lo cual no le cae muy en gracia a Ryo cuando se entera. Trata de convencerla de las maneras más estrambóticas, desde atacarla, hasta acampar fuera de su apartamento hasta verla.